# Monument voor de intergeallieerden

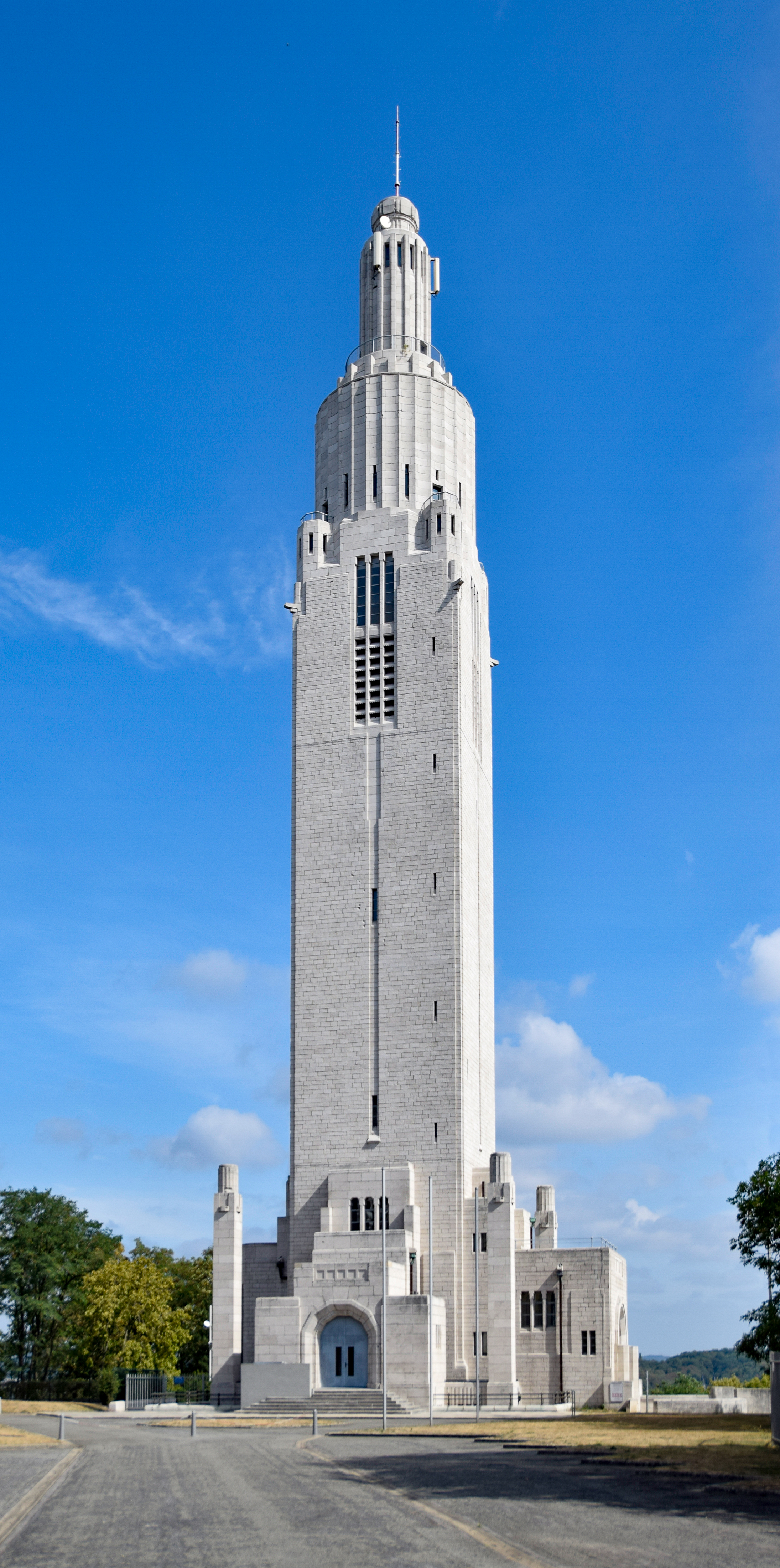
Civiel herdenkingsmonument voor de intergeallieerden

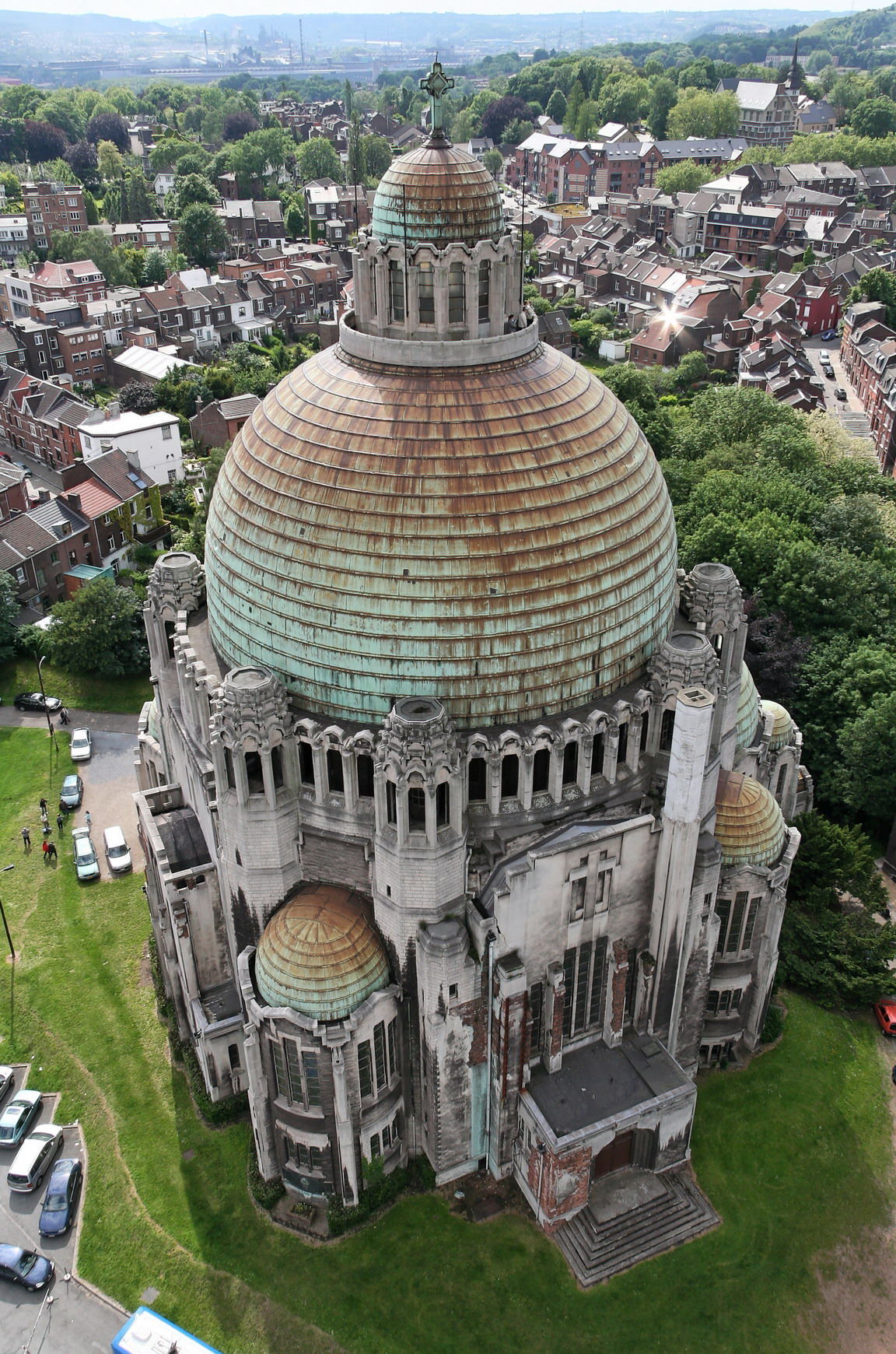
Heilig-Hartkerk, religieus monument voor de intergeallieerden, gefotografeerd vanaf de toren

Het Monument voor de Intergeallieerden (Frans: Mémorial Interallié) is een herdenkingsmonument in het stadsdeel Cointe van Luik dat in het interbellum werd gebouwd ter ere van de geallieerde oud-strijders van de Eerste Wereldoorlog. Het art-deco-monument omvat de toren als civiel monument, de Heilig Hartkerk als religieus monument, alsmede de esplanade.

## Ontstaansgeschiedenis
In 1925 werd Luik gekozen als plaats voor de oprichting van een monument van de geallieerden, omdat Luik tijdens de Eerste Wereldoorlog voor het eerst serieus verzet had kunnen bieden aan de Duitse invasie. De bouw van het monument werd gefinancierd door openbare en private inschrijvingen uit de geallieerde landen. Naar plannen van de Antwerpse architect Jos Smolderen werd in 1928 begonnen met de werkzaamheden op de heuvel van Cointe. In 1935 werd de kerk, toegewijd aan het Allerheiligst Hart van Jezus, ingewijd. Ten onrechte wordt deze kerk door de Luikenaren wel als basiliek betiteld. De toren werd op 20 juli 1937 plechtig in gebruik genomen in aanwezigheid van koning Leopold III.

## Nationale monumenten
De deelnemende landen (Italië, Frankrijk, Roemenië, Spanje, Griekenland, Polen, Rusland en het Verenigd Koninkrijk) hebben in de crypte van de toren hun eigen nationale monumenten. Eveneens hebben alle een monument in de open lucht op de esplanade.

## Galerij

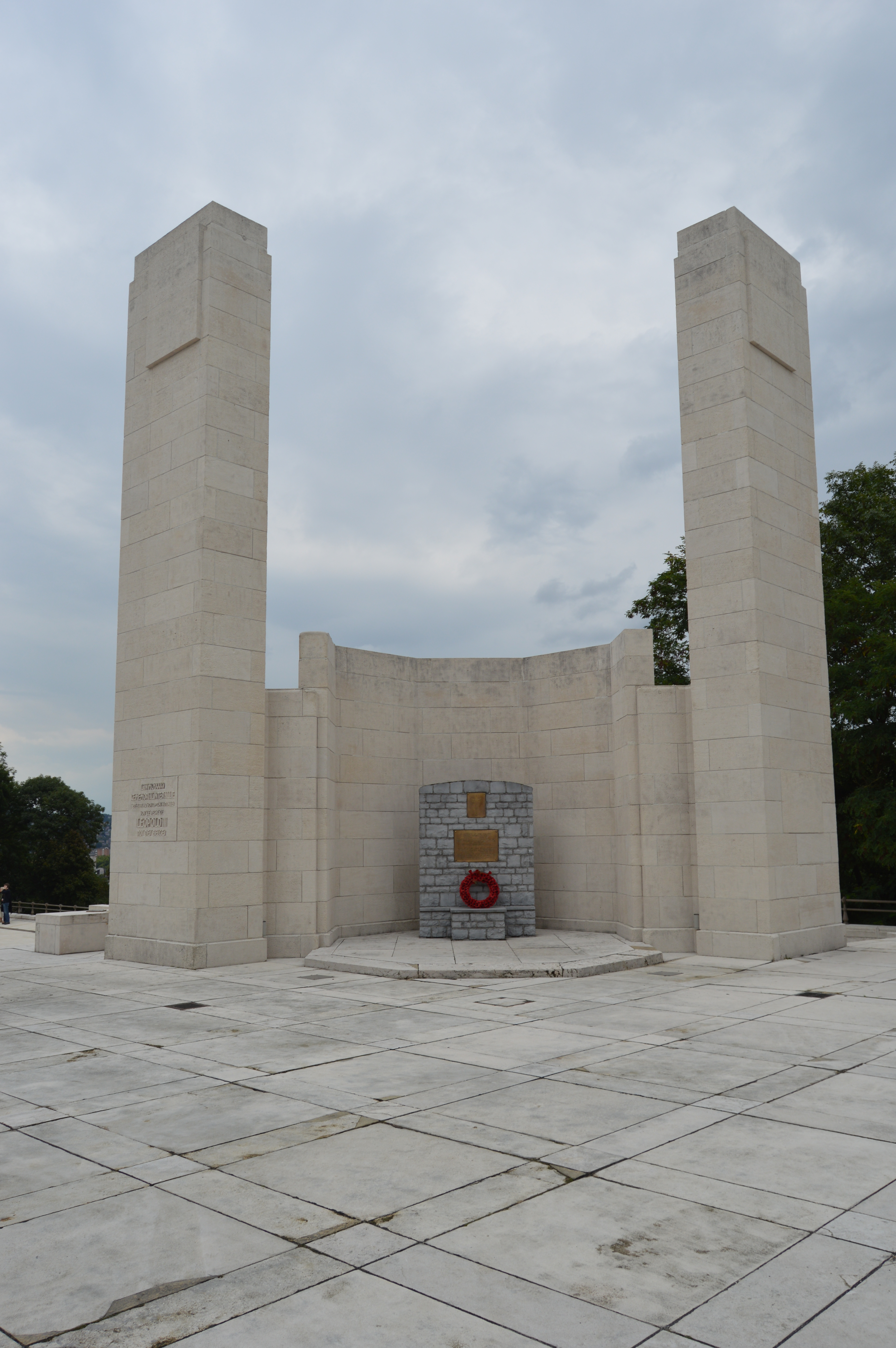
Brits monument
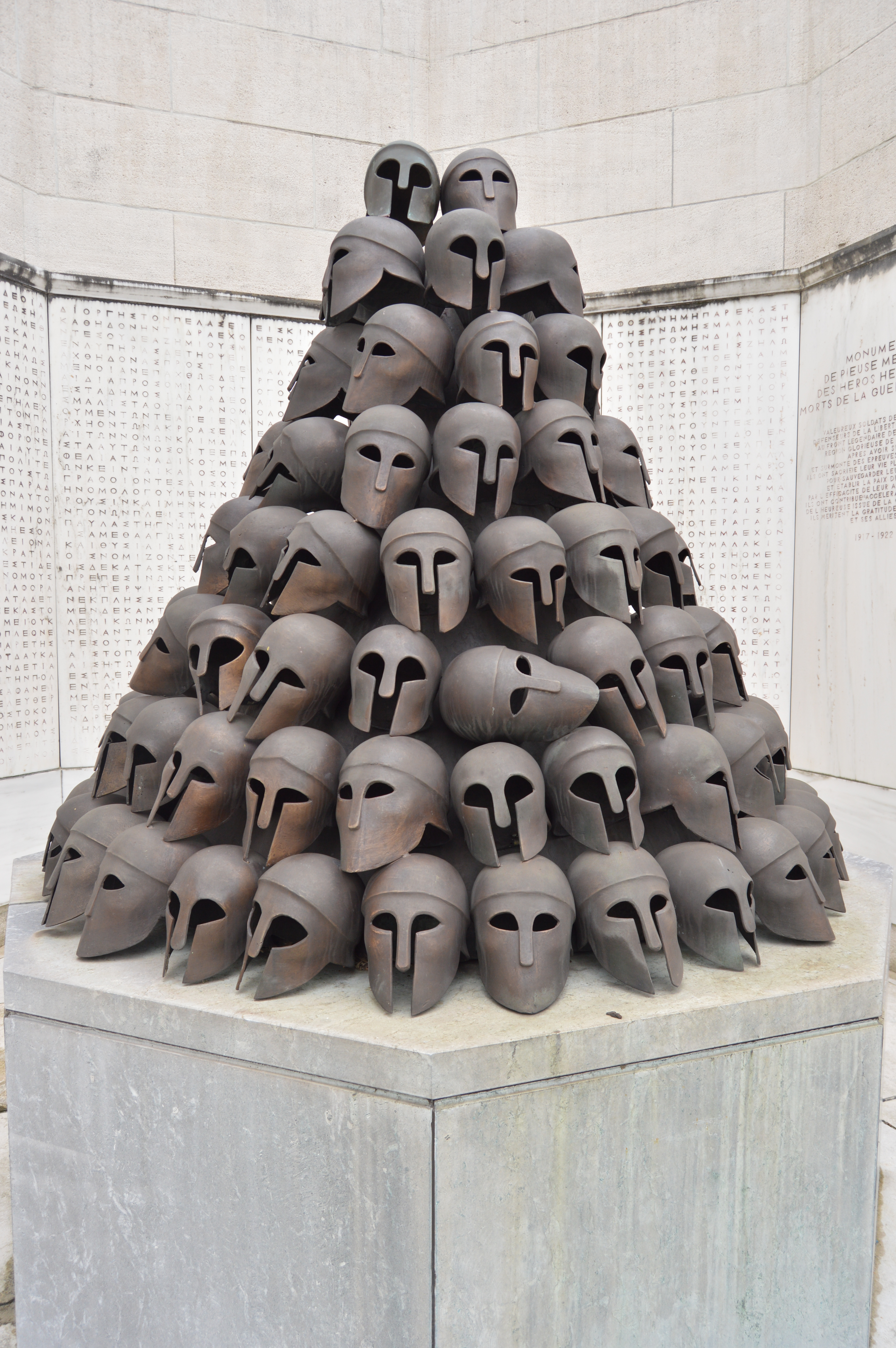
Grieks monument
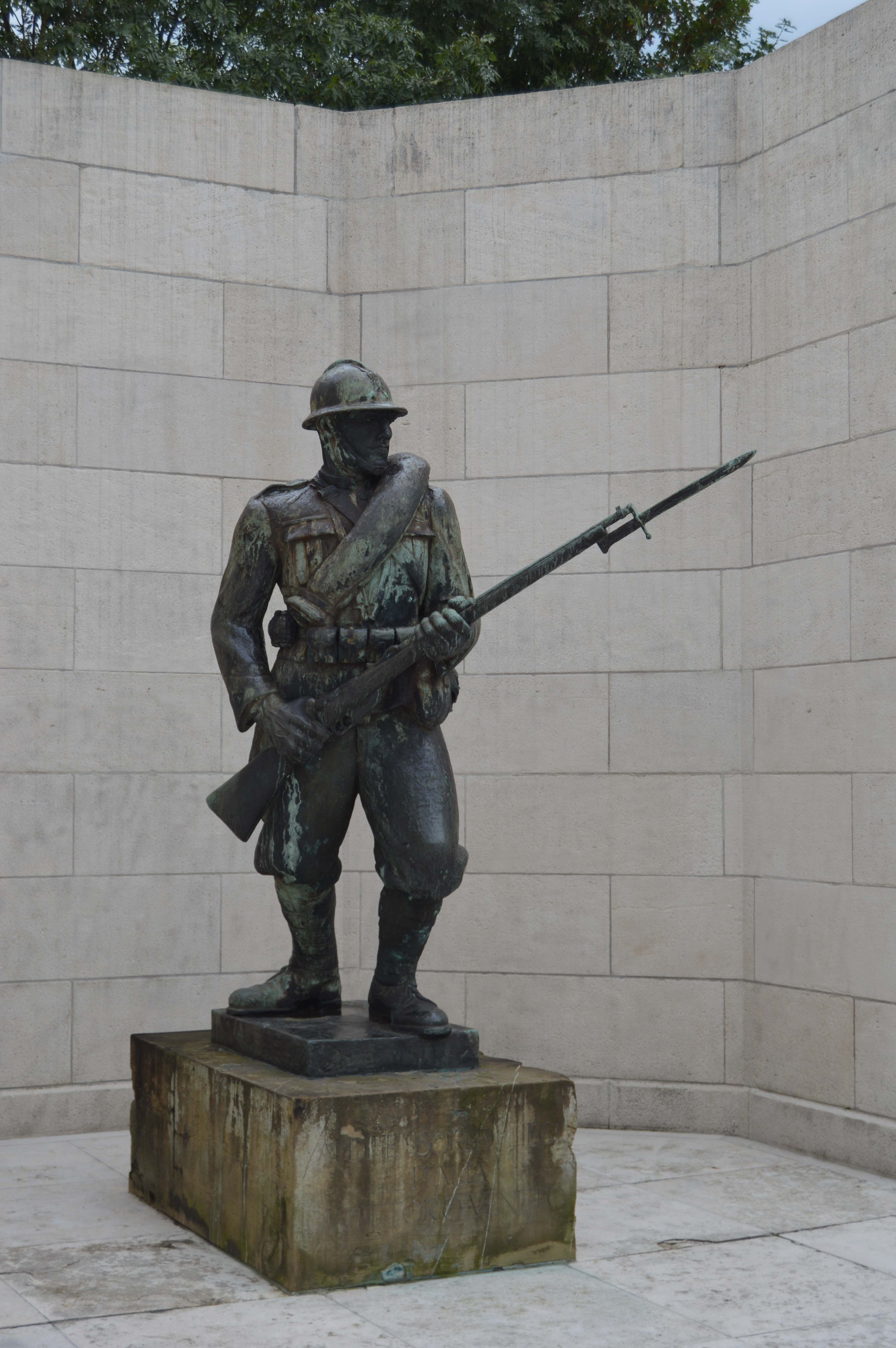
Italiaans monument
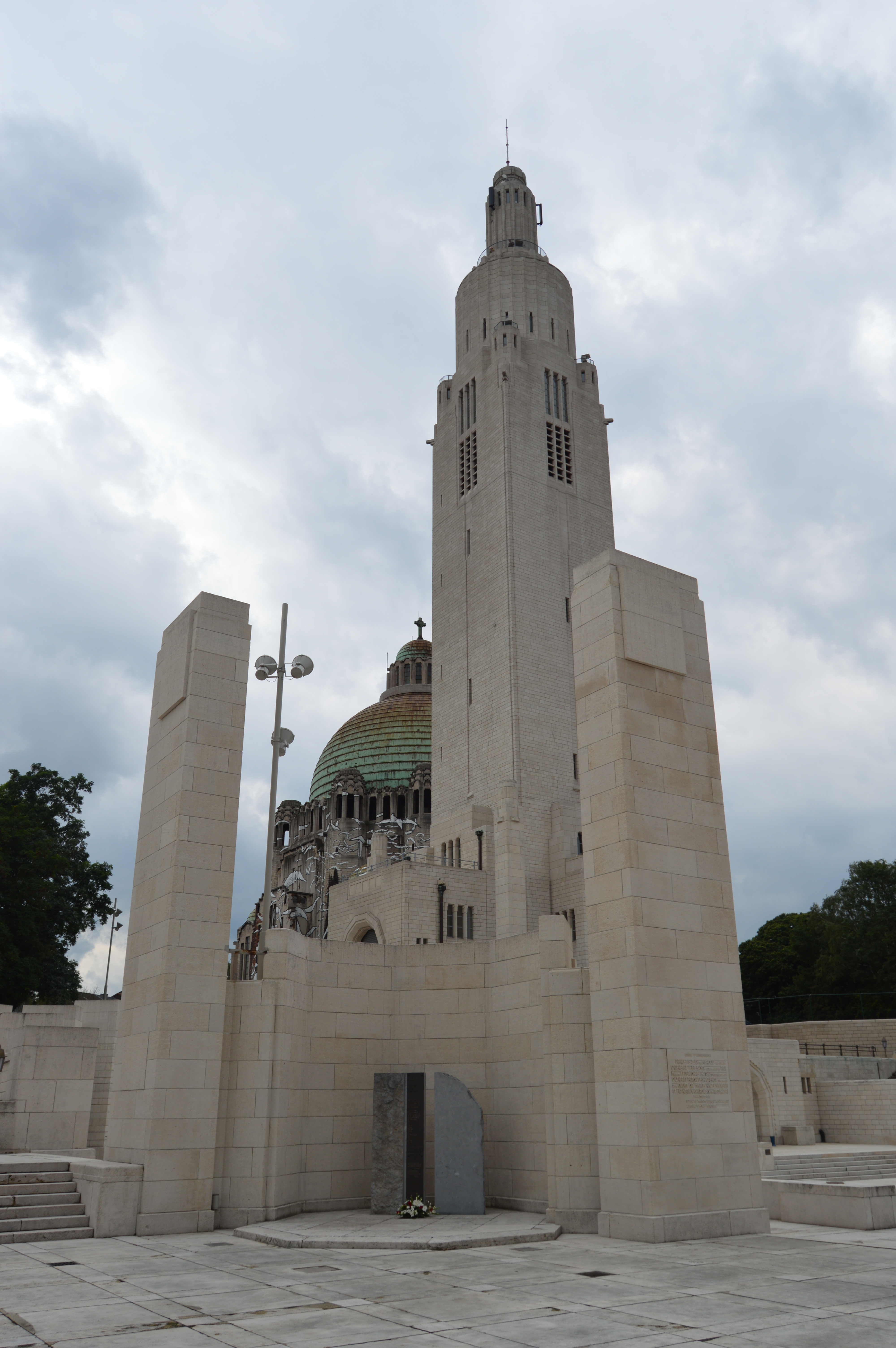
Pools monument
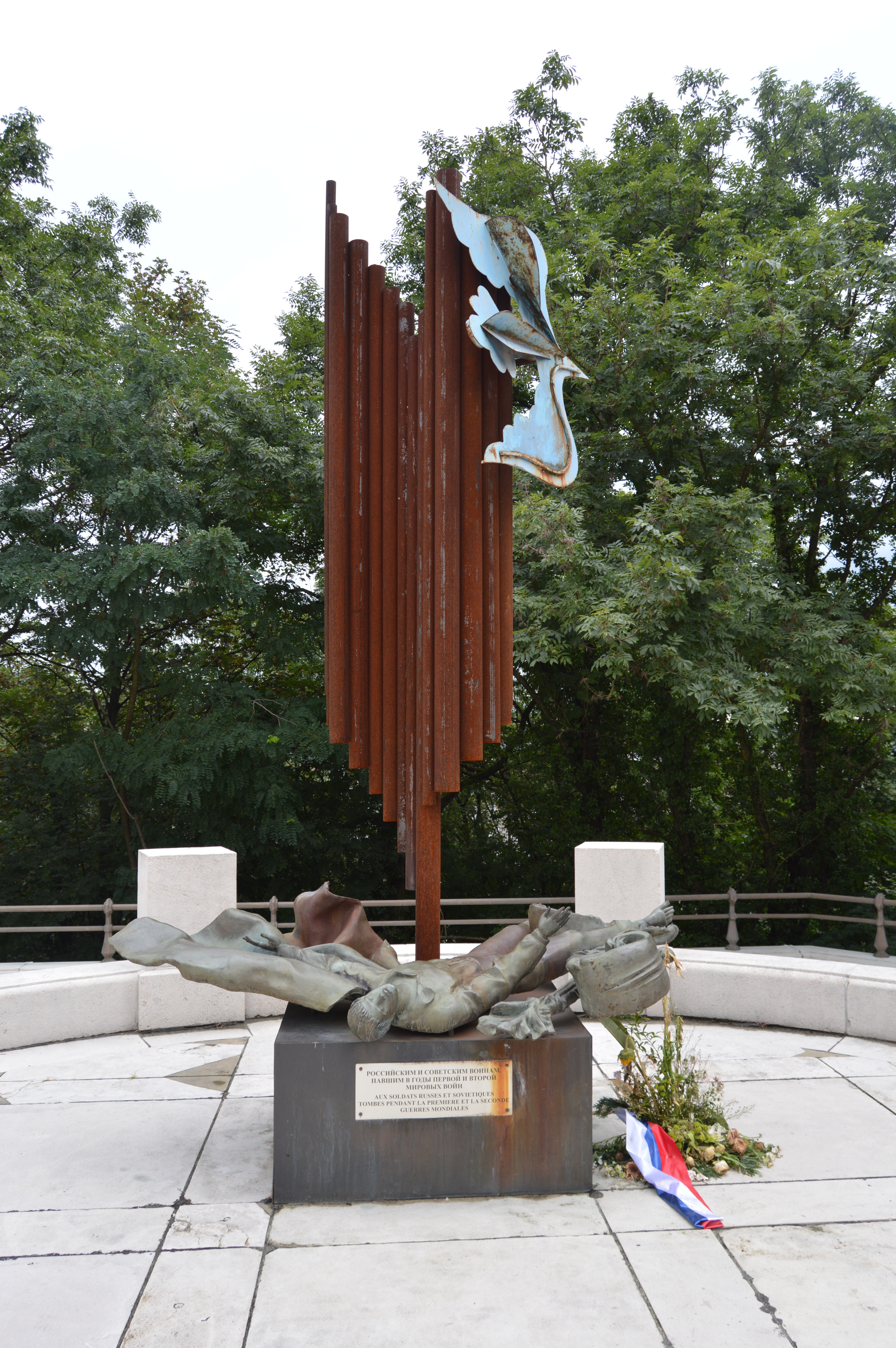
Russisch monument
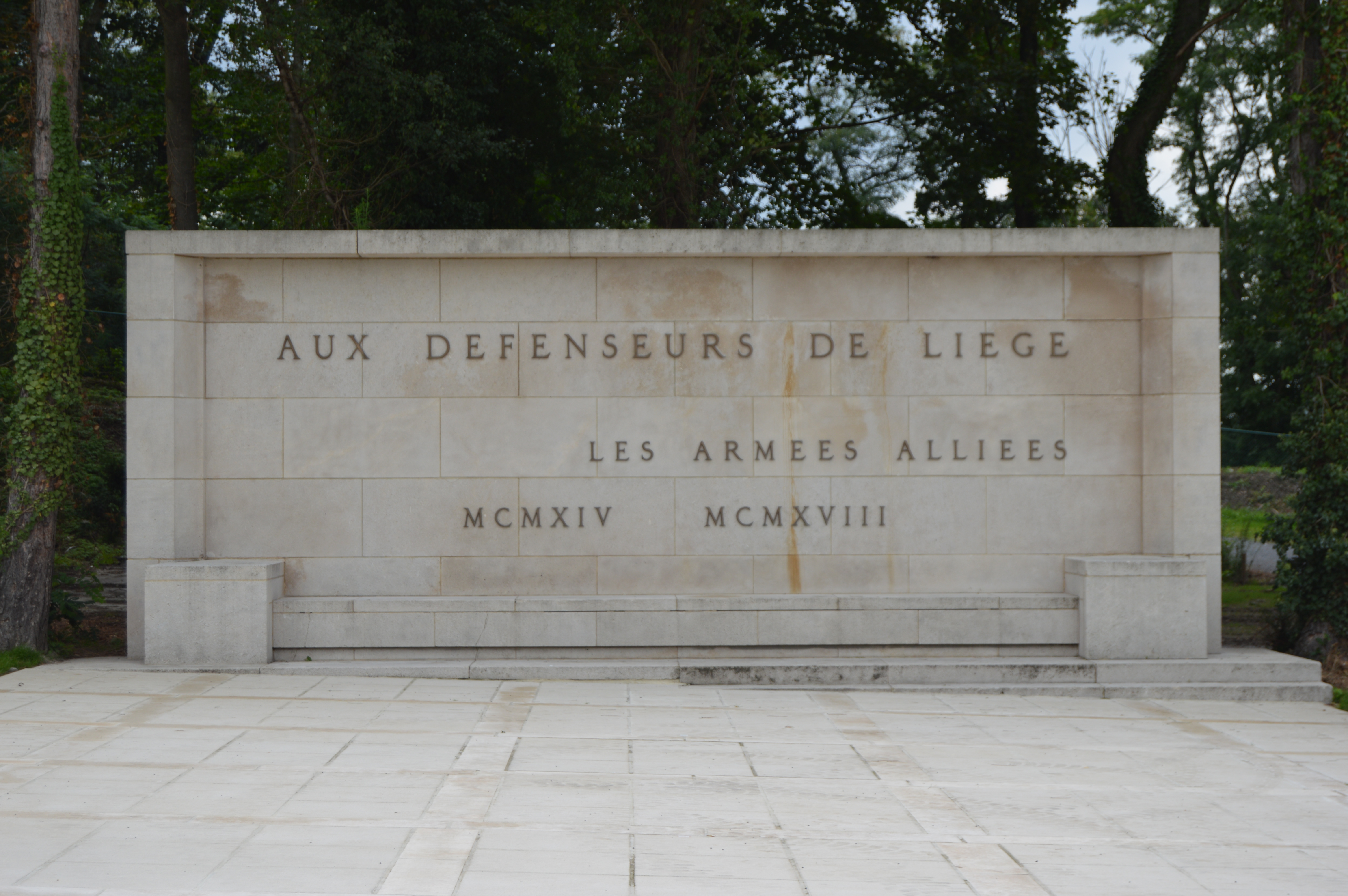
Voor de verdedigers van de stad Luik

## Restauratie
In 1949 werd de Belgische staat eigenaar van de toren. In 1962 werd overgegaan tot restauraties, met name van de schade van de zware luchtaanvallen die het monument tijdens de Tweede Wereldoorlog getroffen hadden. De tweede ingebruikname vond op 20 november 1968 plaats in aanwezigheid van koning Boudewijn.
Sinds 1985 zijn kerk en toren beperkt open voor publiek.
In 2007 is in opdracht van de Regie der Gebouwen opnieuw begonnen met restauratie.